# Обична веверица
Европска веверица или риђа веверица или само веверица (лат. Sciurus vulgaris) је врста арбореалних веверица из рода Sciurus. Европске веверице су сваштоједи, глодари који живе на простору скоро целе Евроазије. Међутим, у Британији број ових веверица је драстично опао услед увођења источне сиве веверице из Северне Америке.

## Опис
Европске веверице су дугачке од 19 до 23 центиметара, док је реп дугачак 15-20 центиметара. Тежина тела износи од 250 до 340 грама. Полни диморфизам није присутан, а мужјаци и женке су исте величине. Нешто је мања од сиве веверице која је дугачка од 25 до 30 cm, а тежи од 400 до 800 грама. Верује се да дугачак реп има улогу у одржавању равнотеже и одржавању правца веверице при скакању од дрвета до дрвета.
Боја крзна варира од црне до црвене. Стомак је крем беле боје. Два пута годишње мењају крзно; лети је тање а зими дебље и тамније. Између августа и новембра им се такође појављују велики чуперци на ушима, по којима се ова врста веверица разликује од других.
Као и друге арбореалне веверице, и европске имају оштре, искривљене канџе, помоћу којих се пентрају по дрвећу.

## Размножавање и смртност
Парење траје касно у зиму, током фебруара и марта, и лети између јуна и јула. Женка једном годишње донесе на свет два окота. Око три или четири младих се налази у једном окоту, иако и до шест може да се роди. Женка је бременита 38-39 дана. Младунчад се рађају слепи, глуви и скроз зависе од мајке. На рођењу су тешки између 10 и 15 грама. Једино се женка брине о потомству. Након 21 дан добијају длаку, очи и уши им се отварају након три до четири недеље, а сви зуби су развијени када напуне 42 дана. Чврсту храну могу да једу након 40 дана и од тада су спремни да напусте гнездо у потрази за храном. Међутим, сисају све док не напуне 10 недеља.
Током парења, мужјак утврђује да ли је женка „у терању“ по мирису којег оне остављају за собом. Иако нема удварања, мужјак ће пратити и вијати женку цео један сат како би се парили. Обично више мужјака вија исту женку, све док се доминантни највећи мужјак не пари с њом. Мужјаци и женке се паре неколико пута са различитим партнерима. Крупније женке, просечно, рађају више младих. Ако је храна у оскудици, женке су у стању да одложе свој окот. Женка свој први окот рађа у својој другој години живота.
Просечан животни век европске веверице је три године, иако индивидуалне јединке могу поживети до седам, а у заточеништву до десет година. Опстанак веверица зависи од доступности семена дрвећа у јесен и зиму. Просечно, 75% до 85% младих веверица изгине током своје прве зиме, а смртност је приближна 50% током наредне зиме.

## Екологија и понашање
Европске веверице живе у зимзеленим шумама и праве гнезда састављених од гранчица, лишћа, коре дрвета и маховине пречника 25 до 30 cm. Као гнездо користе и шупљине у дрвету и гнезда од детлића. Ове веверице живе самостално и нерадо деле храну са осталим веверицама. Међутим, зими, неколико веверица дели исто гнездо како би се угрејали. Иако мужјаци нису нужно доминантнији над женкама, њихова доминација се заснива на њиховој величини и величини територије и старости у односу на остале јединке.
Европске веверице се првенствено хране семеном шишарки, а могу да једу и гљиве, птичја јаја, бобице и младице грана. Често уклоне кору дрвета како би дошли до биљног сока. Између 60% и 80% свог активног времена проведу у исхрани и трагању за храном. Чак скупљају печурке и суше их у шупљини дрвећа. Током оскудице, веверице храну закопавају у рупе на тлу или је складиште на тајном месту. Иако европске веверице запамте где су сакриле храну, њихова оријентациона меморија је мање прецизна и трајнија него код сиве веверице. Због тога, оне морају да траже ту сакривену храну, а некад их никад ни не пронађу. Територије храњења се преклапају код европских веверица.
Активне су у јутро и у касно послеподне до увече. Током дана обично мирују у својим гнездима, избегавајући топлоту и птице грабљивице које вребају у то време. Током зиме, ако је време веома хладно, оне ће цео дан провести у гнезду.
Арбореалне грабљивице укључују омање сисаре као што су куна златица, дивља мачка и хермелин које се хране младима у гнезду. Од птица, то су сове и јастребови који такође лове ове веверице. риђе лисице, пси и мачке вребају веверице док бораве на тлу.

## Статус
Европска веверица је заштићена у скоро целој Европи. На IUCN Црвеној листи је сврстана у категорију NT (Нижи степен опасности - скоро угрожени таксон). У крајевима где су бројне популације веверица, лове је због крзна. У Великој Британији, број европских веверица је драстично опао - верује се да испод 140.000 јединки тамо живи, док је од тог броја приближно 85% у Шкотској. Исход ове еколошке кризе је увођење северноамеричке сиве веверице (Sciurus carolinensis) и смањење природног станишта. 
Постоји неколико разлога због чега сива угрожава опстанак европске веверице: сива веверица лако може да свари жиреве, док европска не може; сива преноси заразу звану веверичји парапоксвирус која има фаталне последице по европске веверице; када се европске веверице доведу под притисак, нису у стању да се размножавају тако често.

## Подврсте
Описано је преко 40 подврста европских веверица, док је статус неких подврста неизвестан. Сидорович (Sidorowicz 1971) препознаје 16 подврста, ова подела и служи као основна класификација врсте.

## Галерија слика
- Веверица у Диселдорфском зоо-врту
- Портрет европске веверице
- Посебно се истичу дугачке уши
- Европска веверица на дрвету
- Вјеверица, Музеј Републике Српске